# جوزيف نيكولوسي
جوزيف نيكولوسي (بالإنجليزية: Joseph Nicolosi)‏ (من مواليد 21 يناير 1947 - 8 مارس 2017) هو عالم نفس سريري أميركي، ومؤسس ومدير عيادة توماس النفسية في إنسينو، كاليفورنيا، كما أنه مؤسس ورئيس سابق للجمعية الوطنية لأبحاث وعلاج المثلية الجنسية، وقد تبنى نيكولوسي العلاج الإصلاحي ومارسه في نطاق عمله، حيث يُنسب إلى العلاج الإصلاحي أنه طريقة علاجية تساعد الأشخاص المثليين التغلب على مثليتهم الجنسية واستبدالها بالمغايرة الجنسية.

## مؤلفاته
- العلاج الاصلاحي للمثلية الجنسية: مدخل جديد (1991)
- شفاء المثلة الجنسية: قصص حالات العلاج الاصلاحي (1993)
- استعراض ما وراء التحليل لعلاج المثلية الجنسية - تقرير (2002)
- دليل الأباء لمنع المثلية الجنسية (2002)
- العار وفقد التعلق: التدريب العملي للعلاج الاصلاحي (2009)

## موقعه عل الإنترنت
أطلق جزيف نيكولوسي موقعة على الإنترنت باسمه، تتضمن الصفحة الافتتاحية للموقع عبارة إذا كانت المثلية لا تناسبك، فلست مضطرا لأن تكون مثلي ويحتوي الموقع علي قصص ناجحة لمثليين تحولوا عن المثلية، كما يوفر الموقع مقالات ووسائط متعدد تتناول المثلية الجنسية من كافة جوانبها، ويحتوي الموقع عل ترجمة لبعض المقالات بلغات مختلفة منها العربية والبلغارية والصينية والألمانية والعبرية والمجرية والإيطالية والبولندية والبرتغالية والرومانية والروسية والاسبينية والتركية والفيتنامية.
ومن المقالات العربية المترجمة علي الموقع ما يلي: (اضغط علي عنوان المقال لقرائته)
- ماذا عن النوع الرجولي من المثليين جنسيا؟
- السلوك المثلي جنسيا كمسرح تعويضي.
- ما معنى الانجذاب لنفس الجنس «المثلية الجنسية».
- بهجة مشتركة.
- التغلب على المواد الإباحية «الإباحيات» الخاصة بالمثلية الجنسية: تحديد الحتياجات الكامنة الثالثة.
- لماذا أنا لست معالجاً محايداً؟
- ما هو العلاج الإصلاحي «الترميمي».
- مفارقة قبول الذات.
- هذا هو السبب في أنني أقف لأجل ما أعتقد.
- علاقة الرجل ذو المیل المثلي الجنسي مع المرأة.